# Look Up There
Look Up There è il trentaquattresimo album in studio del chitarrista statunitense Buckethead, pubblicato il 17 agosto 2011 dalla Hatboxghost Music.

## Il disco
Quinto disco appartenente alla serie "Buckethead Pikes", Look Up There contiene due brani dalla durata elevata e ricchi di assoli, con alternanze varie di melodie aggressive e melodiche.

## Tracce
Musiche di Buckethead e Dan Monti.
1. Golden Eyes – 10:51
2. Look Up There – 21:38

## Formazione
- Buckethead – chitarra, basso
- Dan Monti – programmazione, basso, produzione, missaggio[1]
- Albert – produzione
- Frankenseuss – illustrazione